# Opsterland
Opsterland – gmina w Holandii, w prowincji Fryzja. Jej siedzibą jest Beetsterzwaag. Na terenie gminy znajduje się również kilkanaście innych miejscowości: Bakkeveen, Frieschepalen, Gorredijk, Hemrik, Jonkerslân, Langezwaag, Lippenhuizen, Luxwoude, Nij Beets, Olterterp, Siegerswoude, Terwispel, Tijnje, Ureterp oraz Wijnjewoude.